# Вердунвілл (Західна Вірджинія)
Вердунвілл (англ. Verdunville) — переписна місцевість (CDP) в США, в окрузі Лоґан штату Західна Вірджинія. Населення — 491 особа (2020).

## Географія
Вердунвілл розташований за координатами 37°51′22″ пн. ш. 82°3′29″ зх. д. / 37.85611° пн. ш. 82.05806° зх. д. (37.856109, -82.058110).  За даними Бюро перепису населення США в 2010 році переписна місцевість мала площу 6,92 км², з яких 6,92 км² — суходіл та 0,01 км² — водойми.

## Демографія
Згідно з переписом 2010 року, у переписній місцевості мешкало 687 осіб у 286 домогосподарствах у складі 201 родини. Густота населення становила 99 осіб/км².  Було 329 помешкань (48/км²).
Расовий склад населення:
| - 99,6 % — білих |

До двох чи більше рас належало 0,4 %. Частка іспаномовних становила 0,3 % від усіх жителів.
За віковим діапазоном населення розподілялося таким чином: 21,0 % — особи молодші 18 років, 65,0 % — особи у віці 18—64 років, 14,0 % — особи у віці 65 років та старші. Медіана віку мешканця становила 42,6 року. На 100 осіб жіночої статі у переписній місцевості припадало 100,9 чоловіків;  на 100 жінок у віці від 18 років та старших — 101,9 чоловіків також старших 18 років.
За межею бідності перебувало 11,8 % осіб, у тому числі 56,6 % дітей у віці до 18 років та 0,0 % осіб у віці 65 років та старших.
Цивільне працевлаштоване населення становило 264 особи. Основні галузі зайнятості: освіта, охорона здоров'я та соціальна допомога — 31,1 %, транспорт — 25,0 %, сільське господарство, лісництво, риболовля — 15,9 %, мистецтво, розваги та відпочинок — 11,7 %.